# Liste der Generalsekretäre und Präsidenten von Interpol
Dieser Artikel listet die Generalsekretäre und Präsidenten von Interpol (ab 1946) und der Vorgängerorganisation Internationale Kriminalpolizeiliche Kommission (1923 bis 1945) auf.

## Generalsekretäre
| #  | Name                 | Land                                           | Amtszeit      | Bemerkungen                        |
| -- | -------------------- | ---------------------------------------------- | ------------- | ---------------------------------- |
| 1. | Oskar Dressler       | Österreich Deutsches Reich Großdeutsches Reich | 1932 bis 1945 |                                    |
| 2. | Louis Ducloux        | Frankreich                                     | 1946 bis 1951 |                                    |
| 3. | Marcel Sicot         | Frankreich                                     | 1951 bis 1963 |                                    |
| 4. | Jean Népote          | Frankreich                                     | 1963 bis 1978 |                                    |
| 5. | André Bossard        | Frankreich                                     | 1978 bis 1985 |                                    |
| 6. | Raymond Kendall      | Vereinigtes Königreich                         | 1985 bis 2000 |                                    |
| 7. | Ronald Kenneth Noble | Vereinigte Staaten                             | 2000 bis 2014 | 2005 in zweiter Amtszeit bestätigt |
| 8. | Jürgen Stock         | Deutschland                                    | 2014 bis 2024 | 2019 in zweiter Amtszeit bestätigt |
| 9. | Valdecy Urquiza      | Brasilien                                      | seit 2024     |                                    |

## Präsidenten
| #   | Name                    | Land                         | Amtszeit      | Bemerkungen                                                                                              |
| --- | ----------------------- | ---------------------------- | ------------- | --- |
| 1.  | Johann Schober          | Österreich                   | 1923 bis 1932 | Zeitgleich auch Polizeipräsident von Wien                                                                |
| 2.  | Franz Brandl            | Österreich                   | 1932 bis 1934 | |
| 3.  | Eugen Seydel            | Österreich                   | 1934 bis 1935 | |
| 4.  | Michael Skubl           | Österreich                   | 1935 bis 1938 | |
| 5.  | Otto Steinhäusl         | Deutsches Reich              | 1938 bis 1940 | |
| 6.  | Reinhard Heydrich       | Deutsches Reich              | 1940 bis 1942 | Zeitgleich auch Chef der Sicherheitspolizei und des SD zugleich auch Chef des Reichssicherheitshauptamts |
| 7.  | Arthur Nebe             | Deutsches Reich              | 1942 bis 1943 | Zeitgleich auch Chef des Amtes V im Reichssicherheitshauptamt                                            |
| 8.  | Ernst Kaltenbrunner     | Großdeutsches Reich          | 1943 bis 1945 | Zeitgleich auch Chef der Sicherheitspolizei und des SD, zugleich auch Chef vom Reichssicherheitshauptamt |
| 9.  | Florent Louwage         | Belgien                      | 1946 bis 1956 | |
| 10. | Agostinho Lourenco      | Portugal                     | 1956 bis 1960 | |
| 11. | Sir Richard L. Jackson  | Vereinigtes Königreich       | 1960 von 1963 | |
| 12. | Fjalar Jarva            | Finnland                     | 1963 bis 1964 | |
| 13. | Firmin Franssen         | Belgien                      | 1964 bis 1968 | |
| 14. | Paul Dickopf            | BR Deutschland               | 1968 bis 1972 | Zeitgleich auch Präsident des BKA                                                                        |
| 15. | William Léonard Higgitt | Kanada                       | 1972 bis 1976 | |
| 16. | Carl G. Persson         | Schweden                     | 1976 bis 1980 | |
| 17. | Jolly R. Bugarin        | Philippinen                  | 1980 bis 1984 | |
| 18. | John R. Simpson         | Vereinigte Staaten           | 1984 bis 1988 | |
| 19. | Ivan Barbot             | Frankreich                   | 1988 bis 1992 | |
| 20. | Norman D. Inkster       | Kanada                       | 1992 bis 1994 | |
| 21. | Björn Eriksson          | Schweden                     | 1994 bis 1996 | |
| 22. | Toshinori Kanemoto      | Japan                        | 1996 bis 2000 | |
| 23. | Jesús Espigares Mira    | Spanien                      | 2000 bis 2004 | |
| 24. | Jacob Selebi            | Südafrika                    | 2004 bis 2008 | |
| 25. | Khoo Boon Hui           | Singapur                     | 2008 bis 2012 | |
| 26. | Mireille Ballestrazzi   | Frankreich                   | 2012 bis 2016 | Erste Frau im Amt                                                                                        |
| 27. | Meng Hongwei            | Volksrepublik China          | 2016 bis 2018 | |
| 28. | Kim Jong-yang           | Südkorea                     | 2018 bis 2021 | |
| 29. | Ahmed Naser Al-Raisi    | Vereinigte Arabische Emirate | seit 2021     | |